# Благова къща
Благова къща (на гръцки: Οικία Mπλάγα) е къща в леринското село Пътеле (Агиос Пантелеймонас), Гърция.
Къщата е собственост е на семейство Благови (Благас) и е изградена в 1908 година, като годината е отбелязана на фронтона на фасадата. Това е единствената къща от кулообразен тип, оцеляла в Пътеле. Представлява триетажна, каменна сграда, с дървен покрив и керемидено покритие. Етажният план е издължен като основната фасада е от тясната страна. На приземния етаж е входната зона с комуникационното стълбище към етажите и помещението за виното. На първия и втория етаж има една и съща организация - със салон в центъра и по една стая отдясно и отляво. Вторият етаж се обособява с издаден кьошк на фасадата с триъгълен фронтон и дървени фалшиви колони, които подчертават краищата. На първия етаж са организирани зимните жилищни помещения с камини, а на втория етаж летните. По стените на стаите на втория етаж има стенописи, изобразяващи арки и гирлянди с цветя.
В 1986 година къщата е обявена за паметник на културата като забележителен пример за традиционна архитектура.